# If Today Was Your Last Day
Singles de Nickelback
Something in Your Mouth
(2008) Burn It to the Ground
(2009)
If Today Was Your Last Day est le vingt-troisième single du groupe Nickelback et le troisième de l'album Dark Horse sorti en 2008.

## Classements
| Classement (2008-2010)          | Meilleure position |
| ------------------------------- | ------------------ |
| Allemagne (Media Control AG)    | 31                 |
| Australie (ARIA)                | 26                 |
| Autriche (Ö3 Austria Top 40)    | 31                 |
| Canada (Hot 100)                | 7                  |
| États-Unis (Hot 100)            | 19                 |
| États-Unis (Adult Pop Songs)    | 2                  |
| États-Unis (Adult Contemporary) | 14                 |
| États-Unis (Mainstream Rock)    | 32                 |
| Royaume-Uni (UK Singles Chart)  | 64                 |
| Royaume-Uni (UK Rock Chart)     | 1                  |
| Suède (Sverigetopplistan)       | 32                 |
| Suisse (Schweizer Hitparade)    | 30                 |

## Certifications
| Pays              | Certification | Unités certifiées |
| ----------------- | ------------- | ----------------- |
| Royaume-Uni (BPI) | Argent        | 200 000           |

## Liste des chansons
| 1.   | If Today Was Your Last Day | 4:08 |
| 4:08 |                            |      |